# Traumschleife Domblick
Die Traumschleife Domblick ist ein 10,8 Kilometer langer Premiumwanderweg im Hunsrück. Er gehört zu den insgesamt 112 Traumschleifen des Saar-Hunsrück-Steigs. Bei den Traumschleifen handelt es sich um zertifizierte Rundwanderwege mit einer Länge von sechs bis 20 Kilometern. Sie sind numerisch sortiert. Die Traumschleife Domblick trägt die Nummer 92. Der Wanderweg startet in Ohlweiler in der Verbandsgemeinde Simmern. 
Ihren Namen erhielt die Traumschleife, weil sich von ihr ein Blick auf das Kloster Ravengiersburg, das landläufig auch als Hunsrückdom bezeichnet wird, werfen lässt. Das Kloster ist auch über eine Zuwegung erreichbar. Ansonsten verläuft der Wanderweg unter anderem durch Wiesenauen im Simmerbachtal. Startpunkt der Wanderung ist die Simmerbachbrücke an der Hauptstraße in Ohlweiler. Der Wanderweg ist mit dem Schwierigkeitsgrad „mittel“ eingestuft. Aufgrund einer geringen Anzahl an Höhenmetern wird er von Wanderern oft aber als eher leicht empfunden.
In der Nähe gibt es noch eine Reihe weitere Traumschleifen: Die Traumschleife Soonwald und die Traumschleife Heimat.